# Jürgen Kriz

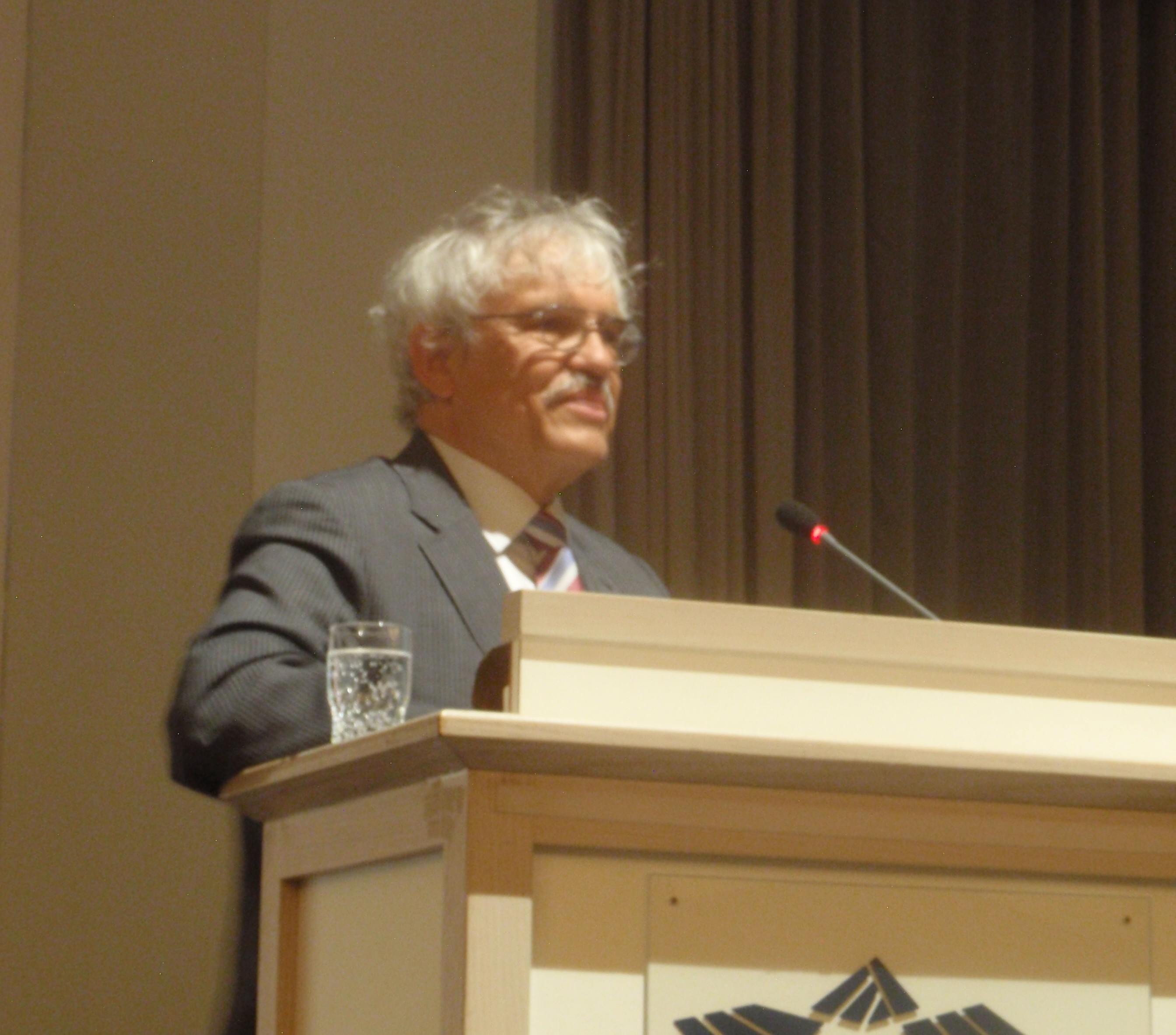
Am 12. Juni 2010 auf dem Kongress „40 Jahre GwG“ in Mainz

Jürgen Kriz (* 5. Dezember 1944 in Ehrhorn) ist ein deutscher Psychologe, Psychotherapeut und emeritierter Professor für Psychotherapie und Klinische Psychologie an der Universität Osnabrück. Er ist insbesondere als Begründer der Personzentrierten Systemtheorie bekannt geworden.

## Leben
Kriz studierte Psychologie, Philosophie und Pädagogik sowie Astronomie und Astrophysik an den Universitäten Hamburg und Wien, wo er 1969 zum Dr. phil. promovierte. Nach einer Assistententätigkeit am Institute for Advanced Studies (Wien) war er Dozent an der Universität Hamburg und von 1972 bis 1974 Professor für Statistik an der Universität Bielefeld, Fakultät für Soziologie. Von 1974 bis 1999 hatte er den Lehrstuhl für Empirische Sozialforschung, Statistik und Wissenschaftstheorie an der Universität Osnabrück inne. 1980 wechselte er zum Fachbereich Psychologie, wo er (bis 1999 überlappend mit der Methoden-Professur) die Professur für Psychotherapie und Klinische Psychologie übernahm. 1999 erhielt er die Approbation als Psychotherapeut. Seit 2010 ist Jürgen Kriz Emeritus.
Kriz hatte Gastprofessuren in Wien, Zürich, Berlin, Riga, Moskau und den USA inne – u. a. 2003 die „Paul-Lazarsfeld-Gastprofessur“ der Universität Wien. 1994 bis 1996 war er Leiter des internationalen Expertenkomitees Wissen und Handeln im Rahmen der Wiener Internationalen Zukunftskonferenz (WIZK); seit 2000 ist er Mitglied im Wissenschaftlichen Beirat der Gesellschaft für Personzentrierte Psychotherapie und Beratung (GwG); von 2004 bis 2008 war er Mitglied des Wissenschaftlichen Beirats Psychotherapie (WBP).
Von 1994 bis 2017 war Kriz Mitherausgeber der internationalen multidisziplinären Zeitschrift Gestalt Theory. Im Springer-Verlag gibt er die Lehrbuchreihe Basiswissen Psychologie heraus mit bisher (Stand 2020) rund 30 Bänden.

## Werk
Kriz verfasste mehr als 300 wissenschaftliche Publikationen, darunter über 20 Monographien und rund 100 Buchkapitel. Sein Arbeitsschwerpunkt liegt im Bereich der Statistik und Forschungsmethodik (insbesondere der Wissenschaftskritik) sowie der Entwicklung eines umfassenden Ansatzes unter der Bezeichnung Personzentrierte Systemtheorie.

### Forschungs- und Wissenschaftskritik
Nach Lehrbüchern über Statistik, Datenverarbeitung, Forschungsmethoden und Wissenschaftstheorie befasste sich Kriz vor allem mit den Grenzen der formalen Modelle hinsichtlich ihrer Aussagekraft und Anwendung in der Forschungs- und Arbeitspraxis. In übergreifenden Werken wie Methodenkritik empirischer Sozialforschung (1981) und Facts and Artefacts in Social Science (1988) argumentierte er, dass ungültige oder gar unsinnige Forschungsergebnisse nicht so sehr durch falsche Berechnungen oder eine unzureichende Durchführung der formalen Schritte entstünden. Sie seien vielmehr darauf zurückzuführen, dass die Modellvoraussetzungen und Randbedingungen nicht hinreichend beachtet würden. In vielen Beiträgen widmete sich Kriz speziell der Kritik an einer inadäquaten Anwendung des experimentellen Paradigmas in der Psychotherapieforschung und einer unsachgemäßen Auslegung des randomisierten kontrollierten Designs (RCT-Forschung). Psychotherapieforschung – so seine Kritik – werde meistens weder der Tatsache nichtlinearer Verläufe in Entwicklungs- und Veränderungsprozessen gerecht noch berücksichtige sie den Menschen als Subjekt. Die Bedingungen für Forschung seien nicht nur durch manualisierte Einwirkungen bzw. Interventionen bestimmt, sondern auch wesentlich durch die Bedeutungszuweisungen und Interpretationen beeinflusst, die die Patienten als Subjekte vornehmen. Dadurch aber werden die sog. „unabhängigen Variablen“ in experimentellen Designs von den Deutungen abhängig. Das Grundschema des Experiments und der RCT-Logik werde somit inadäquat, was bedeutet, dass die RCT-Logik mit ihren „unabhängigen“ Interventions-Variablen nur passt, wenn man den Menschen als ein nicht deutungsfähiges Objekt statt als Subjekt behandelt.
Neben dieser grundlegenden Fehlausrichtung der RCT-Psychotherapieforschung hat Kriz zahlreiche weitere Probleme aufgrund fragwürdiger – meist undiskutierter – Vorannahmen kritisiert.

### Personzentrierte Systemtheorie
Menschliche Entwicklungsverläufe und Veränderungen durch Therapie, Beratung oder Coaching sind durch nichtlineare Prozessverläufe gekennzeichnet, bei denen sehr viele Aspekte zusammenwirken. Dem versucht Kriz mit der Personzentrierten Systemtheorie Rechnung zu tragen, welche die nichtlinearen Interaktionen auf (mindestens) vier Prozessebenen thematisiert: Neben dem Zusammenspiel von (1) psychischen und (2) interpersonellen Prozessen, die in den meisten Ansätzen von Psychotherapie bzw. Beratung Berücksichtigung finden, werden auch die Einflüsse (3) somatischer (und hier insbesondere auch evolutionärer) sowie (4) kultureller Prozesse auf dieses Geschehen mit einbezogen. Ferner spielt die Komplementarität zwischen „objektiven“ Perspektiven von Wissenschaftlern, Beratern etc. und den Perspektiven der Betroffenen als Subjekte in Kriz' Ansatz eine wichtige Rolle. Kriz verweist darauf, dass beispielsweise die „objektiven“ Befunde der Diagnostik mit den Befindlichkeiten der Subjekte oft nur wenig zusammenhängen. Viele Konzepte wie „Stress“ oder „Ressourcen“ werden oftmals aufgrund von „objektiven“ Faktoren beschrieben, während für das Erleben und Handeln des Subjekts andere Aspekte relevant sind.
In Subjekt und Lebenswelt (2017), worin Kriz drei Jahrzehnte Arbeit an der Personzentrierten Systemtheorie zusammenfasst, wird das Zusammenwirken der vier Prozessebenen und die Komplementarität „objektiver“ und subjektiver Perspektiven grundlegend dargestellt. Kriz zeigt, dass die Unterscheidung zwischen „objektiver“ Beschreibung – aus der 3.-Person-Perspektive – und subjektivem Erleben – aus der 1.-Person-Perspektive – eine rein akademisch-analytische Denkfigur ist, die zum Verständnis menschlicher Realität wenig beiträgt. Vielmehr sind beide Perspektiven miteinander verschränkt. Denn um die ureigensten „inneren“ Regungen (des Organismus) selbst verstehen zu können, muss der Mensch die Kulturwerkzeuge (besonders die Sprache) seiner Sozialgemeinschaft auf sich selbst anwenden. Er muss beispielsweise die unmittelbare körperliche Empfindung physiologischer Vorgänge als „Sehnsucht“ oder „Traurigkeit“ oder „Verzweiflung“ verstehen und damit symbolisieren. Es geht dabei nicht nur um Begriffe oder um Semantik und Syntax der Sprache. Vielmehr werden mit der Sprache automatisch auch die Metaphern, Erklärungs- und Verstehensprinzipien, Narrationen, Handlungskonzepte etc. einer Kultur vermittelt.
Formal liegt der Personzentrierten Systemtheorie das Selbstorganisationsparadigma im Rahmen der Theorie nichtlinearer dynamischer Systeme – speziell der Synergetik – zugrunde. Nach stärker formal geprägten Werken wie Chaos und Struktur (1992) oder Systemtheorie für Psychotherapeuten, Psychologen und Mediziner (1999) verzichtet Kriz in jüngerer Zeit allerdings meist auf die expliziten formalen Herleitungen der Grundlagen, um einen größeren Leserkreis mit unterschiedlichen Voraussetzungen anzusprechen.

## Ehrungen
- 2002: Transfer-Preis der Universität Osnabrück.[2]
- 2004: Großer Preis des Viktor Frankl-Fonds der Stadt Wien für hervorragende Leistungen auf dem Gebiet der sinnorientierten humanistischen Psychotherapie.[3][4][5]
- 2004: Ehrenmitglied der Gesellschaft für Logotherapie und Existenzanalyse GLE International.[6]
- 2009: Ehrenmitglied der Systemischen Gesellschaft.[7]
- 2014: AGHPT Award (die Arbeitsgemeinschaft Humanistische Psychotherapie (AGHPT) hat sich zum Ziel gesetzt, die „humanistische Psychotherapie in Wissenschaft und Anwendung zu fördern und zu verbreiten“).[8]
- 2015: Ehrenmitglied der International Society for Gestalt Theory and its Applications / Gesellschaft für Gestalttheorie und ihre Anwendungen (GTA).[9]
- 2016: Ehrenpreis der Gesellschaft für Personzentrierte Psychotherapie und Beratung e. V. (GwG).[10]
- 2019: Preis der Dr. Margrit Egnér-Stiftung für „neue Ideen und besondere Leistungen auf dem Gebiet der anthropologischen und humanistischen Psychologie unter Einschluss der entsprechenden Richtungen der Philosophie und Medizin.“
- 2020: Verdienstkreuz am Bande des Verdienstordens der Bundesrepublik Deutschland.[11][12][13]
- 2021: Ehrenmitglied der AGHPT.[14]

## Schriften (Auswahl)
- Humanistische Psychotherapie. Grundlagen – Richtungen – Evidenz. Stuttgart: Kohlhammer, 2023, ISBN 978-3-17-036563-6.
- Grundkonzepte der Psychotherapie. Weinheim: Beltz, 2023 (8. Aufl.), ISBN 978-3-621-28844-6.
- Der Streit ums Nadelöhr. Körper, Psyche, Soziales, Kultur. Wohin schauen systemische Berater? (Hrsg. von Matthias Ohler). Gemeinsam mit Fritz Simon, Heidelberg: Carl-Auer, 2019, ISBN 978-3-8497-0313-4.
- Subjekt und Lebenswelt. Personzentrierte Systemtheorie für Psychotherapie, Beratung und Coaching. Göttingen: Vandenhoeck & Ruprecht, 2017, ISBN 978-3-525-49163-8.
- Synergetik als Ordner. Die strukturierende Wirkung der interdisziplinären Ideen Hermann Hakens. Gemeinsam mit Wolfgang Tschacher, Lengerich: Pabst Science Publisher, 2017, ISBN 978-3-95853-330-1.
- Systemtheorie für Coaches. Wiesbaden: Springer, 2016, ISBN 978-3-658-13281-1.
- Chaos, Angst und Ordnung. Wie wir unsere Lebenswelt gestalten. 3. Auflage. Vandenhoeck & Ruprecht, Göttingen/Zürich 2011, ISBN 978-3-525-40443-0.
- Self-Actualization. Person-Centred Approach and Systems Theory. Ross-on-Wye (UK): PCCS-books, 2008, ISBN 978-1-906254-03-2.
- Gesprächspsychotherapie: Die therapeutische Vielfalt des personzentrierten Ansatzes. (Hrsg. gemeinsam mit Thomas Slunecko), Stuttgart: UTB, 2007, ISBN 978-3-8252-2870-5.
- Sinnorientiertes Wollen und Handeln zwischen Hirnphysiologie und kultureller Gestaltungsleistung. Gemeinsam mit Lüder Deecke, Wien: Picus, 2007, ISBN 978-3-85452-527-1.
- Lebenswelten im Umbruch. Zwischen Chaos und Ordnung. Wiener Vorlesungen Bd. 106. Wien: Picus, 2004, ISBN 3-85452-506-0.
- Integrative Systems Approaches to Natural and Social Dynamics. (Hrsg. gemeinsam mit Michael Matthies und Horst Malchow), Heidelberg: Springer, 2001, ISBN 3-540-41292-1.
- Systemtheorie für Psychotherapeuten, Psychologen und Mediziner. Wien/Stuttgart: UTB Facultas, 1999 (3. Aufl.), ISBN 978-3-8252-2084-6.
- Politikwissenschaftliche Methoden – Lexikon der Politik, Band 2. (Hrsg. gemeinsam mit Dieter Nohlen und Rainer-Olaf Schultze), München: Beck, 1994, ISBN 978-3-406-36906-3.
- Chaos und Struktur. Systemtheorie Bd. 1. München, Berlin: Quintessenz, 1992, ISBN 3-928036-69-6.
- Methoden-Lexikon für Mediziner, Psychologen, Soziologen. Beltz, Weinheim 1988, ISBN 3-621-27056-6 (Gemeinsam mit Ralf Lisch).
- Facts and Artefacts in Social Science. An epistemological and methodological analysis of social science research techniques. McGraw-Hill, Hamburg/New York 1988, ISBN 3-89028-096-X.
- Wissenschafts- und Erkenntnistheorie. Gemeinsam mit Helmut E. Lück und Horst Heidbrink, Opladen: Leske & Budrich, 1996 (3. Aufl.), ISBN 978-3-8100-0862-6.
- Sprachentwicklungsstörungen. Theoretische Modelle und therapeutische Praxis (= Patholinguistica. Band 13). Fink, München 1983, ISBN 3-7705-2224-9 (Hrsg.).
- Methodenkritik empirischer Sozialforschung. Eine Problemanalyse sozialwissenschaftlicher Forschungspraxis. Stuttgart: Teubner, 1981 (Studienskripten zur Soziologie Bd. 49), ISBN 3-519-00049-0.
- Grundlagen und Modelle der Inhaltsanalyse. Bestandsaufnahme und Kritik. Gemeinsam mit Ralf Lisch, Reinbek: Rowohlt, 1978 (rororo-studium Bd. 117), ISBN 3-499-21117-3.
- Datenverarbeitung für Sozialwissenschaftler. Reinbek: Rowohlt, 1975 (rororo-studium Bd. 45), ISBN 3-499-21045-2.
- Statistik in den Sozialwissenschaften. Reinbek: Rowohlt, 1973, Opladen: Westdeutscher Verlag, 1985 (5. Aufl.), ISBN 3-531-22029-2.